# Червоний Жовтень (Борисовський район)
Червоний Жовтень (біл. вёска Чырвоны Кастрычнік) — село в складі Борисовського району Мінської області, Білорусь. Село підпорядковане Пригородницькій сільській раді, розташоване в північно-східній частині області.